# Чемпіонат світу з біатлону серед юніорів 2016
50-й чемпіонат світу з біатлону серед юніорів  та 15-й серед юнаків та дівчат (англ. IBU youth/junior world championships biathlon 2016) проходив у Кейле Гредіштей поблизу Брашова (Румунія) з 27 січня по 2 лютого 2016 року.
В ході змагань серед юнаків та дівчат (до 19 років), а також черед юніорів та юніорок (до 21 року) буде розіграно 16 комплектів нагород, по 4 в індивідуальній гонці, спринті, гонці-переслідуванні, естафеті.
Гонки чемпіонату світу з біатлону серед юніорів йдудь до заліку юніорського кубку IBU, який почавсь проводитися з сезону 2015/2016.

## Розклад гонок
Нижче наведено розклад стартів чемпіонату:
| Дата   | Час       | Дистанція                   | Категорія |
| ------ | --------- | --------------------------- | --------- |
| 28.01. | 09:00 CET | Індивідуальна гонка 12.5 км | Юніорки   |
| 28.01. | 12:30 CET | Індивідуальна гонка 15 км   | Юніори    |
| 30.01. | 09:00 CET | Спринт 7.5 км               | Юніорки   |
| 30.01. | 12:30 CET | Спринт 10 км                | Юніори    |
| 31.01. | 10:00 CET | Переслідування 10 км        | Юніорки   |
| 31.01. | 13:30 CET | Переслідування 12.5 км      | Юніори    |
| 02.02. | 09:00 CET | Естафета 3x6 км             | Юніорки   |
| 02.02. | 12:30 CET | Естафета 4x7.5 км           | Юніори    |

| Дата   | Час       | Дистанція                   | Категорія |
| ------ | --------- | --------------------------- | --------- |
| 27.01. | 10:30 CET | Індивідуальна гонка 10 км   | Дівчата   |
| 27.01. | 13:30 CET | Індивідуальна гонка 12.5 км | Юнаки     |
| 29.01. | 09:00 CET | Спринт 6 км                 | Дівчата   |
| 29.01. | 12:30 CET | Спринт 7.5 км               | Юнаки     |
| 31.01. | 09:00 CET | Переслідування 7.5 км       | Дівчата   |
| 31.01. | 12:30 CET | Переслідування 10 км        | Юнаки     |
| 01.02. | 09:00 CET | Естафета 3x6 км             | Дівчата   |
| 01.02. | 12:30 CET | Естафета 3x7.5 км           | Юнаки     |

## Медальний залік
| Місце | Країна    |   |   |   | Всього |
| ----- | --------- | - | - | - | ------ |
| 1     | Норвегія  | 4 | 3 | 2 | 9      |
| 2     | Росія     | 4 | 3 | 1 | 8      |
| 3     | Австрія   | 3 | 0 | 3 | 6      |
| 4     | Швеція    | 2 | 1 | 1 | 4      |
| 5     | Німеччина | 1 | 1 | 2 | 4      |
| 6     | США       | 1 | 1 | 1 | 3      |
| 7     | Казахстан | 1 | 0 | 0 | 1      |
| 8     | Україна   | 0 | 2 | 1 | 3      |
| 9     | Швейцарія | 0 | 2 | 0 | 2      |
| 10    | Італія    | 0 | 1 | 2 | 3      |
| 11    | Франція   | 0 | 1 | 1 | 2      |
| 11    | Чехія     | 0 | 1 | 1 | 2      |

| Місце | Країна    |   |   |   | Всього |
| ----- | --------- | - | - | - | ------ |
| 1     | Австрія   | 3 | 0 | 3 | 6      |
| 2     | Швеція    | 2 | 1 | 1 | 4      |
| 3     | США       | 1 | 1 | 1 | 3      |
| 4     | Росія     | 1 | 1 | 0 | 2      |
| 5     | Норвегія  | 1 | 0 | 0 | 1      |
| 6     | Швейцарія | 0 | 2 | 0 | 2      |
| 7     | Німеччина | 0 | 1 | 1 | 2      |
| 8     | Україна   | 0 | 1 | 0 | 1      |
| 8     | Італія    | 0 | 1 | 0 | 1      |
| 9     | Чехія     | 0 | 0 | 1 | 1      |
| 9     | Франція   | 0 | 0 | 1 | 1      |

| Місце | Країна    |   |   |   | Всього |
| ----- | --------- | - | - | - | ------ |
| 1     | Норвегія  | 3 | 3 | 2 | 8      |
| 2     | Росія     | 3 | 2 | 1 | 6      |
| 3     | Німеччина | 1 | 0 | 1 | 2      |
| 4     | Казахстан | 1 | 0 | 0 | 1      |
| 5     | Україна   | 0 | 1 | 1 | 2      |
| 5     | Чехія     | 0 | 1 | 1 | 2      |
| 6     | Франція   | 0 | 1 | 0 | 1      |
| 7     | Італія    | 0 | 0 | 2 | 2      |

## Результати гонок чемпіонату

### Юніори
| Гонка:                             | Золото:                                                           | Час                               | Срібло:                                                     | Час                                                     | Бронза:                                                  | Час                                                     |
| Індивідуальна гонка 15 км Протокол | Фелікс Ляйтнер Австрія                                            | 41:55.4 (0+1+0+0)                 | Андреа Баретто Італія                                       | +1:50.8 (0+0+0+0)                                       | Шон Доерті США                                           | +2:01.1 (0+0+1+1)                                       |
| Спринт 10 км Протокол              | Фелікс Ляйтнер Австрія                                            | 26:27.1 (0+1)                     | Шон Доерті США                                              | +11.5 (1+1)                                             | Давід Цобель Німеччина                                   | +39.3 (0+1)                                             |
| Переслідування 12,5 км Протокол    | Шон Доерті США                                                    | 36:01.1 (0+1+1+0)                 | Микита Поршнєв Росія                                        | +29.6 (1+0+0+0)                                         | Фелікс Ляйтнер Австрія                                   | +38.8 (0+0+2+1)                                         |
| Естафета 4×7,5 км Протокол         | Росія Дмитро Шамаєв Віктор Пліцев Микита Поршнєв Кирило Стрєльцов | 1:23:56.7 (0+0) (0+0) (0+0) (0+2) | Німеччина Марко Гросс Давід Цобель Ерік Вейк Домінік Райтер | +1:59.6 (0+0) (0+0) (0+3) (0+1) (0+1) (0+2) (0+0) (0+1) | Чехія Давід Толар Мілан Жемлічка Ондржей Гошек Ян Буріан | +3:05.8 (0+0) (0+0) (0+1) (0+2) (0+0) (0+1) (0+0) (0+2) |

### Юніорки
| Гонка:                               | Золото:                                                      | Час                                         | Срібло:                                      | Час                           | Бронза:                                               | Час                                       |
| Індивідуальна гонка 12,5 км Протокол | Сюзанна Курцхалер Австрія                                    | 39:52.7 (0+0+0+0)                           | Анастасія Меркушина Україна                  | +8.6 (0+1+0+0)                | Юлія Швайгер Австрія                                  | +21.4 (0+1+0+0)                           |
| Спринт 7,5 км Протокол               | Ханна Оеберг Швеція                                          | 21:18.1 (0+0)                               | Лєна Хеккі Швейцарія                         | +0.6 (0+2)                    | Анна Магнуссон Швеція                                 | +12.4 (0+1)                               |
| Переслідування 10 км Протокол        | Ханна Оеберг Швеція                                          | 33:16.8 (0+0+0+0)                           | Лєна Хеккі Швейцарія                         | +13.7 (0+2+3+1)               | Хло Шевальє Франція                                   | +41.9 (2+0+0+0)                           |
| Естафета 3×6 км Протокол             | Норвегія Анна Маріт Бредален Турі Торесен Інгрід Таннревольд | 55:26.3 (0+0) (0+0) (0+1) (0+1) (0+1) (0+2) | Швеція Анна Магнуссон Софія Майр Анна Оеберг | +15.6 (0+0) (0+1) (0+0) (0+2) | Австрія Сюзанна Курцхалер Юлія Швайгер Сімона Купфнер | +55.5 (0+0) (0+2) (0+0) (0+0) (0+2) (0+3) |

### Юнаки
| Гонка:                               | Золото:                                                     | Час                                         | Срібло:                                              | Час                                       | Бронза:                                              | Час                                         |
| Індивідуальна гонка 12,5 км Протокол | Харальд Ойгард Норвегія                                     | 37:00.3 (0+1+0+0)                           | Александер Андерсен Норвегія                         | +40.8 (1+0+0+0)                           | Міхаель Дюран Італія                                 | +1:10.0 (0+0+0+0)                           |
| Спринт 7,5 км Протокол               | Ігор Малиновський Росія                                     | 20:32.9 (1+0)                               | Ендре Стемсхейм Норвегія                             | +26.3 (0+0)                               | В'ячеслав Малєєв Росія                               | +27.4 (1+1)                                 |
| Переслідування 10 км Протокол        | В'ячеслав Малєєв Росія                                      | 30:14.0 (0+0+1+1)                           | Ігор Малиновський Росія                              | +1:07.69 (2+1+2+2)                        | Харальд Ойгард Норвегія                              | +1:13.4 (1+0+0+1)                           |
| Естафета 3×7,5 км Протокол           | Норвегія Ендре Стемсхейм Александер Андерсен Харальд Ойгард | 59:30.6 (0+1) (0+2) (0+1) (0+1) (0+0) (0+3) | Росія Єгор Тутмін В'ячеслав Малєєв Ігор Малиновський | +39.1 (0+0) (0+0) (0+0) (0+3) (0+0) (0+2) | Італія Міхаель Дюран Петер Тумлер Даніель Каппелларі | +2:06.9 (0+0) (0+1) (0+2) (0+2) (0+1) (0+0) |

### Дівчата
| Гонка:                             | Золото:                                                   | Час                             | Срібло:                                                 | Час                                       | Бронза:                                                     | Час                                       |
| Індивідуальна гонка 10 км Протокол | Маріна Заутер Німеччина                                   | 35:14.2 (0+1+1+0)               | Міртіл Бегу Франція                                     | +2.0 (0+1+0+1)                            | Маркета Давидова Чехія                                      | +12.7 (0+1+2+0)                           |
| Спринт 6 км Протокол               | Каролін Ердаль Норвегія                                   | 18:17.7 (0+1)                   | Емілі Калкенберг Норвегія                               | +28.5 (0+1)                               | Анна Кривонос Україна                                       | +32.4 (0+1)                               |
| Переслідування 7,5 км Протокол     | Аріна Пантова Казахстан                                   | 27:15.27 (1+0+0+0)              | Анна Кривонос Україна                                   | +3.4 (0+0+1+2)                            | Маріна Заутер Німеччина                                     | +1:02.9 (0+1+0+1)                         |
| Естафета 3×6 км Протокол           | Росія Ярослава Первакова Валерія Васнєцова Поліна Шевніна | 55:33.8 (0+0) (0+2) (0+2) (0+1) | Чехія Наталі Юрчова Маркета Давидова Тереза Вінкларкова | +24.6 (0+3) (0+1) (0+0) (0+1) (0+1) (0+0) | Норвегія Крістіна Ск'євдаль Емілі Калкенберг Каролін Ердаль | +48.1 (0+1) (0+3) (0+2) (1+3) (0+0) (0+2) |